# Rosa kazarjanii
Rosa kazarjanii es una especie de planta del género Rosa, de la familia Rosaceae.

## Taxonomía
Rosa kazarjanii fue descrita por Sosn. en 1942.

## Distribución
Se encuentra en el territorio de Transcaucasia.